# Kleinschaligheid
Kleinschaligheid is een begrip dat ingang vond in alternatieve visies op de economie in de jaren 70, met name geïnspireerd door het boek Small Is Beautiful - A Study of Economics As If People Mattered van Ernst Friedrich Schumacher. Deze verzameling essays uit 1973 werd datzelfde jaar vertaald als Hou het klein: een economische studie waarbij de mens weer meetelt. Het bracht Schumachers kritiek op de westerse economie onder de aandacht bij een breder publiek tijdens de oliecrisis van 1973 en de opkomst van globalisering. The Times Literary Supplement roemde het boek als een de 100 meest invloedrijke boeken sinds de Tweede Wereldoorlog. In 1999 werd een Engelstalige herziene en uitgebreidere editie met commentaren gepubliceerd.
Schumacher ontleende het devies "Small Is Beautiful" aan zijn leraar Leopold Kohr. Het wordt vaak gebruikt voor het verdedigen van kleine, geschikte technologieën waarvan wordt aangenomen dat ze mensen meer macht geven, in tegenstelling tot slogans als "groter is beter". In Nederland genoot het begrip populariteit in de milieubeweging en eind jaren 70 werd het een onderwerp in de verkiezingsprogramma's van de Politieke Partij Radikalen (PPR), ook in samenhang met het begrip "menselijke maat". Als symbool voor het begrip werd een afbeelding van het lieveheersbeestje gebruikt.